# 龙陵毛兰
龙陵毛兰（学名：Eria longlingensis），为兰科毛兰属下的一个植物种。